# Budy Siennickie
Budy Siennickie – wieś sołecka w Polsce położona w województwie mazowieckim, w powiecie nowodworskim, w gminie Nasielsk.
W latach 1975–1998 miejscowość administracyjnie należała do województwa ciechanowskiego.
W XIX w. wieś Siennickie Budy w gminie i parafii Nasielsk powiatu pułtuskiego guberni łomżyńskiej.
W II Rzeczypospolitej wieś Siennickie Budy w gminie Nasielsk powiatu pułtuskiego województwa warszawskiego.